# Iwan Alexejewitsch Lopatin
 Iwan Alexejewitsch Lopatin (russisch Иван Алексеевич Лопатин; * 17. Januar 1888; † 6. März 1970 in Los Angeles, Los Angeles County, Kalifornien, Vereinigte Staaten) war ein amerikanisch-russischer Ethnologe, der sich um die Erforschung der tungusischen Amurstämme verdient gemacht hat.

## Schriften
- Nabljudenija nad bytom gol'dow [Unter den Nanaiern]. Wladiwostok 1921
- The cult of the dead among the natives of the Amur Basin. Mouton & Co., 's-Gravenhage 1960 (Central Asiatic studies; 6)